# كرسول كهرماني
كرسول أصفر  (الاسم العلمي:Crassula flava) هو نوع نباتي يتبع جنس الكرسول من فصيلة الكرسولية.